# Reirós
Reirós, Riurós o Roirós (Riuros en francès) és un llogaret de la comuna rossellonesa d'Oms, a la Catalunya del Nord.
Està situat al sud del municipi, a 320 m. d'altura, als peus del Serrat de Reirós, en un indret que domina la vall del Tec per dessobre i al nord de Ceret.
És un llogaret sense comunicació per carretera departamental, però hi menen bones pistes des de Ceret, Reiners i Oms.
Documentat ja el 930 (villares Rovorosos) i el 988 (locum Roveroso), havia depès de Ceret. Hi tenien alous el monestir de Santa Maria de Ripoll i l'església de Santa Eulàlia d'Elna.